# Deicoonte
Deicoonte è il nome di due personaggi della mitologia greca, figli rispettivamente di Eracle e di Pergaso.

## Il mito

### Deicoonte, figlio di Eracle
Deicoonte fu uno dei tre figli nati dall'unione di Eracle e Megara, figlia del re Creonte; gli altri due erano Terimaco e Creontiade. Stava praticando esercizi militari insieme ai suoi fratelli e a due dei suoi cugini, quando Eracle, fatto impazzire da Era, scambiandoli per nemici, li uccise tutti a colpi di spada e gettò i loro cadaveri nel fuoco.

### Deicoonte, figlio di Pergaso
Deicoonte, figlio del dardano Pergaso, fu uno dei più impavidi guerrieri che difesero Troia dagli assalti degli achei. Inseparabile compagno di Enea, era onorato dai Troiani al pari dei figli di Priamo poiché amava schierarsi sempre nelle prime file. Agamennone, dopo aver incitato i suoi guerrieri all'attacco, gli traforò lo scudo con la sua lancia, mentre la sua lama penetrò facilmente nel ventre dell'avversario.
Accecato dalla vendetta, Enea uccise due fortissimi gemelli, Cretone e Orsiloco.